# Aphonopelma gabeli
Aphonopelma gabeli es una especie de araña migalomorfa del género Aphonopelma, familia Theraphosidae. Fue descrita científicamente por Smith en 1995.
Habita en los Estados Unidos.